# Radio Monte Carlo (Uruguay)
Radio Monte Carlo es una emisora generalista de radio de Uruguay propiedad de la Sociedad Anónima de Radioemisoras del Plata. Es considerada la emisora de amplitud modulada de mayor audiencia en el país.

## Historia
Fue creada en 1924 por el doctor Carlos Romay, abogado y radioaficionado uruguayo. Su primer identificación fue CK21 Emisora Monte Carlo, dado que Uruguay todavía no había adquirido el prefijo CX. 
Sus emisiones iniciaron en la víspera de la Nochebuena de 1924 en la cual participaron distintas personalidades aficionadas a la radio, lo que dio lugar a una grandiosa fiesta en la cual no faltaron discursos, números de atletismo, espectáculos artísticos y musicales. Desde sus primeros años integró una cartelera musical acorde a los ritmos de la época, y también emitía el radio teatro. Las primeras voces fueron las de Carlos Buti y Concepción Olona.
Poco tiempo después, exactamente en 1928 Uruguay cambiaría el prefijo de CK a CX y por lo tanto la emisora debió adaptarse a los cambios, de ahora en más sería CX 20 Radio Monte Carlo. Es la única radio, que hasta la actualidad mantiene su nombre original. 
En 1946, los estudios centrales de Radio Monte Carlo pasaron a ubicarse en pleno centro de Montevideo, sobre la calle Río Branco, entre Mercedes y Uruguay, en tanto su equipo transmisor permaneció sobre la calle Humberto 1, primera sede de la radio.

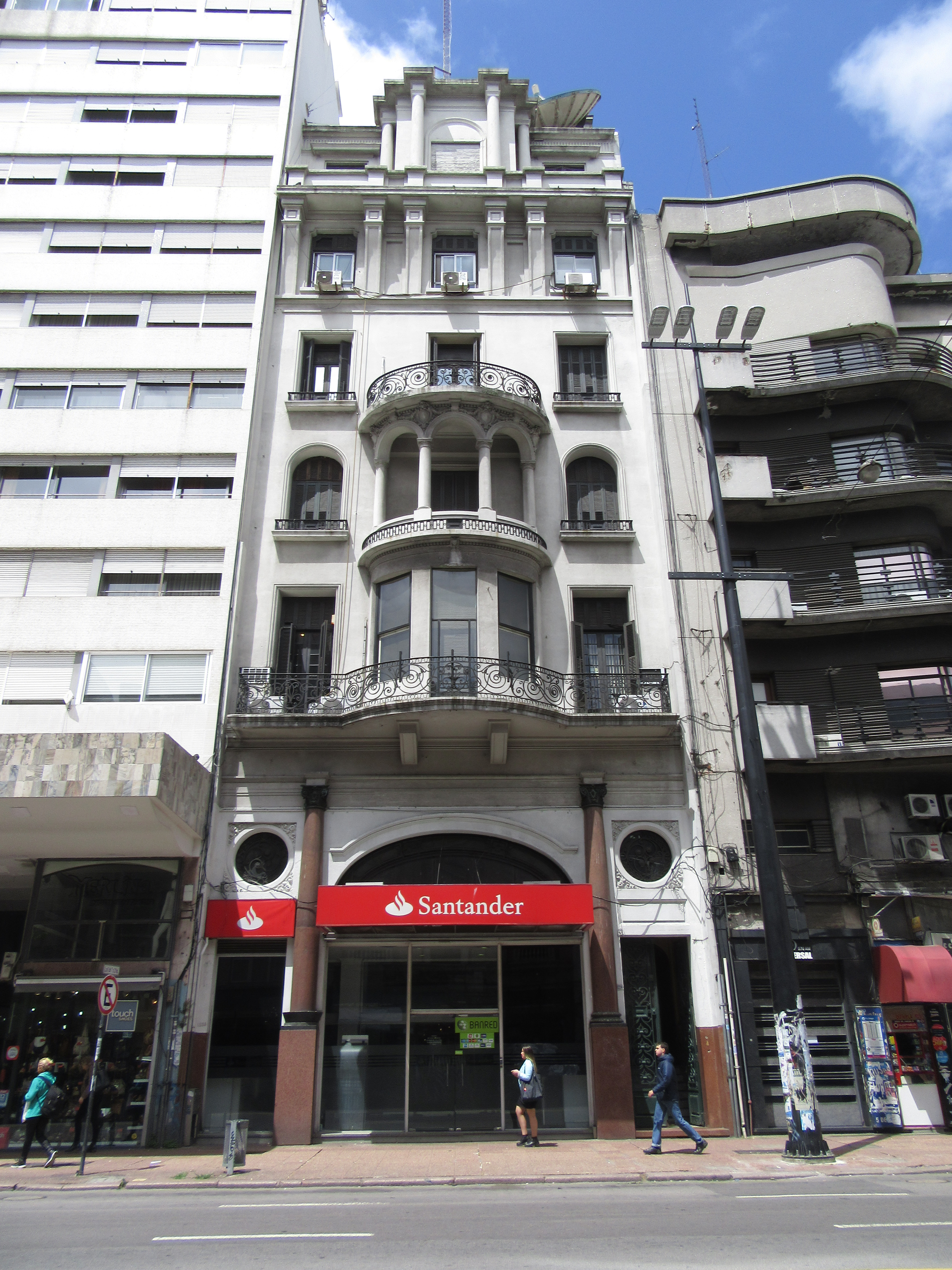
Edificio donde se ubicaron los estudios de Radio Monte Carlo hasta el año 2021.

En 1950 sus estudios se trasladan hacia un edificio ubicado sobre la Avenida 18 de Julio 1224, en el cual en su planta baja había funcionado en épocas anteriores el Cine Grand Splendid, una sala de amplias dimensiones en donde de instalaría el Teatro de Radio Monte Carlo. En dicha sede funcionó durante muchos años junto con CX12 Radio Oriental, también administrada por la familia Romay. Ambas emisoras tenían una programación diferenciada, pero emitían en simultáneo sus informativos, el Diario Oral Monte Carlo y Oriental. Años más tarde fue vendida a la Arquidiócesis de Montevideo.

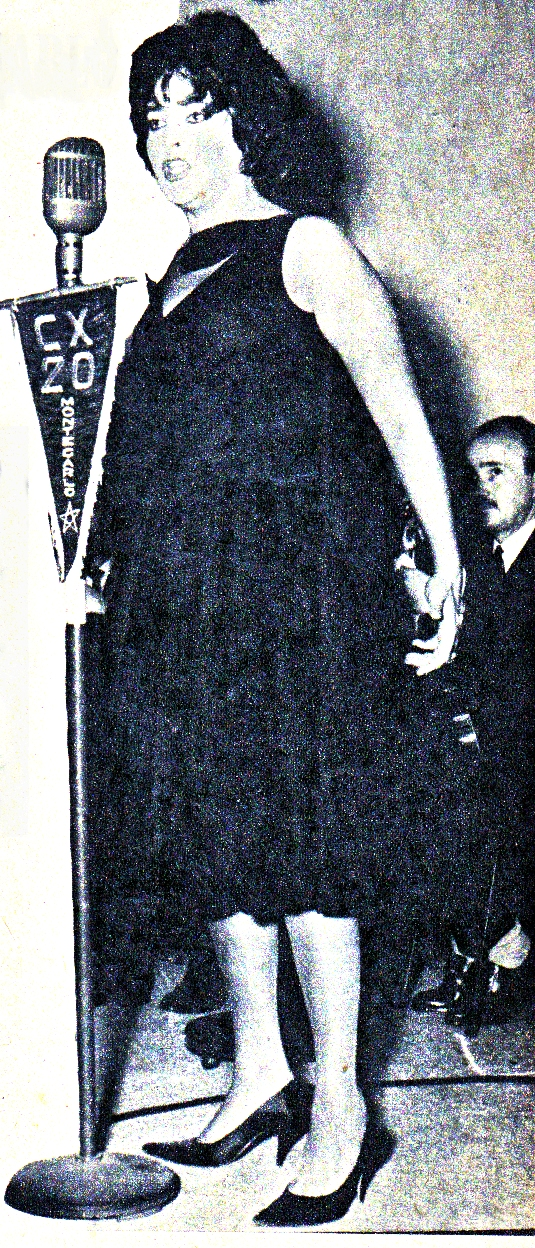
La cantante brasilera Maysa Matarazzo en las emisiones de Monte Carlo desde Punta Punta del Este durante el verano de 1961.

En 1961, durante la temporada de verano uruguaya, trasmitió en horas nocturnas desde Punta del Este, en la cual participaron numerosas figuras de la incipiente Bossa Nova brasilera, como Maysa Matarazzo, Joao Gilberto, Carmelia Alves, Agostinho dos Santos. La locución y conducción estuvo a cargo de Imazul Fernández, Jorge Lencina, Fanny Katz y Lila González. En ese mismo año, la emisora cubrió el celebrado Festival de Cine de Punta del Este, con reportajes diarios.
Es también en la década del 60, cuando comienza a concretar lo que será uno de los pilares de su éxito: el departamento informativo, con un importante equipo de comunicadores.     
En 1961 Hugo Romay Salvo, hijo de Carlos Romay y de Elvira Salvo, crea el segundo canal de Uruguay, Monte Carlo TV Canal 4.

## Actualidad
En 2021, el grupo Grupo Monte Carlo decide vender las emisoras  Radio Monte Carlo y Radio Cero a la Sociedad Anónima de Radioemisoras del Plata, propietaria de Radio Carve.
El 27 de enero de 2022 abandonó sus estudios sobre la Avenida 18 de Julio para trasladarse a los de la Sociedad Anónima de Radioemisoras del Plata e instalarse en el edificio que fuera residencia natal del poeta Juan Zorrilla de San Martín. Curiosamente en dicho edificio habría funcionado Radio Monte Carlo en sus primeros años. 

## Programación

#### Programación histórica
En 1955, comienza el programa Monte Carlo Show, producido por Gabriel Vilanova que reunía los principales números musicales de la época. Tiempo después es creado el programa Aquí está su disco conducido inicialmente por Eduardo Bello. En la actualidad el ciclo es conducido por Gustavo Pérez.
Otros programas, como Tangos a media luz, Monte Carlo a sus órdenes y Juventud 20 y Tempranisimo lograron un singular primer plano en la radio.
Otro de sus programas destacados fue y es El Tren de la Noche, un programa históricamente emitido en la madrugada de la emisora. Su primer conductor  fue el periodista argentino Luis Alberto Panelo en 1976. Hoy es conducido por el humorista y comunicador Horacio Rubino junto con Paul Fernández.

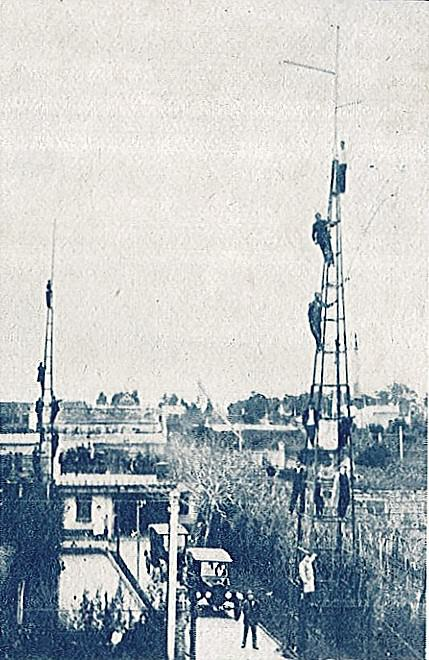
Primera antena de Radio Monte Carlo

### Servicios informativos
Los servicios informativos de Monte Carlo están a cargo del informativo Diario Oral (reestrenado en 2022) con varias ediciones a lo largo del día y flashes informativos cada media hora. Dicho servicio informativo se caracteriza por el relato de las noticias. 
A su vez transmite el informativo Cori el cual es retransmitido por todas las radios afiladas a la Cooperativa de Radioemisoras del Interior.

## Galería

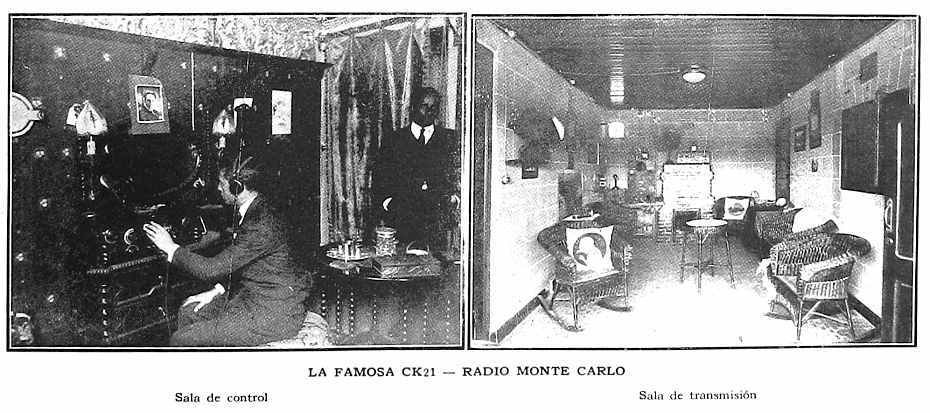
Las primeras salas de transmisiones y de control.
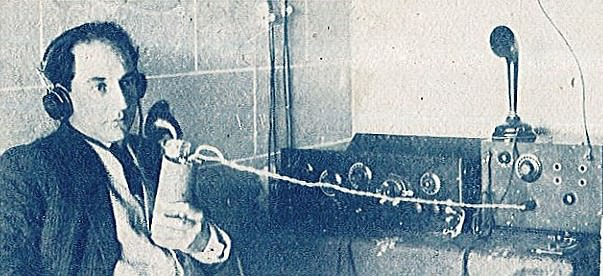
Carlos Romay, dirigiéndose a sus oyentes